# Mesosa medioalbofaciata
Mesosa medioalbofaciata là một loài bọ cánh cứng trong họ Cerambycidae.